# 天野由梨
天野由梨（日语：／ Amano Yuri，1966年1月5日—），日本女性配音員。出身於京都府京都市伏見區，愛知縣成長。本名吉川 智子，很早的時候就用自己的本名作為藝名。ARTSVISION所屬。身高152cm。A型血。

## 來歷
天野由梨畢業於勝田聲優學院、日本播音演技研究所。
1966年1月5日，她出生於京都府京都市伏見區，在愛知縣長大。小時候的她個性害羞膽怯，但上小學時她對表演產生了興趣，並意識到表演是一種表達自己的方式，所以中學時期加入了話劇社，性格逐漸變得豁達開朗。受到與母親一起觀看的寶塚的影響，立志成為一名舞台演員，但在看了《阿爾卑斯的少女海蒂》的重播後，對配音產生了興趣，並報名參加了免費配音培訓通過課程後，開始從事配音員的職業，但繼續參加音樂劇的試鏡。
1985年，她以本名吉川智子在電視動畫《昭和笨蛋小說搞笑第1名！》裡飾演女學生A，作為配音員首次亮相。1987年，她在電視動畫《天威勇士》裡飾演帕特里夏·朗費羅，也在擔任配音員的同時繼續兼職，但是1990年，她在《長腿叔叔》裡獲得了常駐角色茱莉亞·露特麗琪·班德爾頓，在演茱莉亞時，她意識到「這是一個只有我能勝任的角色，而配音工作就是我的使命」。1997年，她發行了自己策劃的廣播劇CD《莉莉夫人之事件簿》（《莉莉夫人之事件簿》的項目本身是根據前一年播出的廣播節目創作的）。
雖然她於2000年從配音界引退，但於2003年8月復出，並恢復了活動。然而，在某些情況下，比如《麵包超人》的嬰兒超人和《名探偵柯南》的沖野洋子，她不會再擔任之前擔任的一些角色，實際上是將這些角色交給了繼任者。

## 人物
對角色的熱情和充滿激情的表演很有吸引力。
她扮演的角色包括相對高貴而意志堅強的女性、對主角來說就像姐姐一樣的女性，還有漂亮的少女及隱藏力量的女性。
興趣、特長：凱爾特豎琴、植物栽培。關於凱爾特豎琴，她說彈奏豎琴可以消除腦中的所有雜念。千葉耕市評論道「我想知道這是否是她儘管年輕卻如此有才華的根源」。
約1993年，暱稱被使用，這是由林原惠起的。她尊重並珍惜她的後輩尤加奈。

## 代演、繼任
天野暫時退休後，以下人員接替了這些角色：
| 繼任       | 角色名             | 概要作品            | 繼任初次擔當作品                            |
| ---------- | ------------------ | ------------------- | ------------------------------------------- |
| 長澤美樹   | 沖野洋子           | 《名偵探柯南》      | 第249話                                     |
| 千原江理子 | 嬰兒超人           | 《麵包超人》        | TBA                                         |
| 笹井千惠子   | 古箏妹妹           | 《麵包超人》        | TBA                                         |
| 能登麻美子 | 撫子小姐           | 《麵包超人》        | TBA                                         |
| 折笠愛     | 花輪和彥的母親     | 《櫻桃小丸子》      | TBA                                         |
| 今井由香   | 乙女老師           | 《丸少爺》          | 第3季                                       |
| 井上喜久子 | 蒂拉·札因·愛爾梅斯 | 《女神候補生》      | OAD版                                       |
| 川村萬梨阿 | 伊芙·加拉格爾      | 《悠久幻想曲》      | 《悠久組曲 All Star Project》               |
| 楢橋美紀   | 蕾茵·深村          | 《機動武鬥傳G鋼彈》 | 《GUNDAM EVOLVE 3 GF13-017NJII GOD GUNDAM》 |
| 荒木香衣   | 朱朱·庫·修娜姆爾   | 《咕嚕咕嚕魔法陣》  | 《咕嚕咕嚕魔法陣 心跳♡傳說》                |
| 南央美     | 本田齊             | 《蠟筆小新》        | TBA                                         |

至於蕾茵·深村，在天野在重新開始其配音事業之後再度擔當。2023年，再度飾演嬰兒超人。

## 演出
粗體字表示主要角色。

### 電視動畫
1985年
- 昭和笨蛋小說搞笑第1名！（日语：昭和アホ草紙あかぬけ一番!）（1985年—1986年，女學生A[注 2]、廣播）

1986年
- 各位同學！心緣的圍巾（日语：生徒諸君!#テレビアニメ）（女學生）
- 機器勇士 克羅諾斯的大逆襲（艾爾拉）

1987年
- 星戰英豪（日语：赤い光弾ジリオン）（女）
- 機器勇士 駭客大戰（帕特里夏·朗費羅[16]）

1988年
- 超音戰士Borgman（電腦）
- 你好，我叫敦子（日语：ハーイあっこです）（麻美的媽媽、好子）
- 燃燒吧！哥哥（女學生）

1989年
- 寶馬神童（日语：青いブリンク）（1989年—1990年，小孩、卡拉拉）
- 昆蟲物語 孤兒哈奇 (重製版)（馬蠅寶寶）
- 麵包超人（1989年—2023年，嬰兒超人〈第2、4代〉、撫子小姐〈初代〉、古箏妹妹〈初代〉）
- 少棒小魔投（綾小路由貴）
- 摔角軍團〈銀河篇〉聖戰士羅賓Jr.（日语：レスラー軍団〈銀河編〉 聖戦士ロビンJr.）（皇后火美子、志信丸、麗凍士、斯佩德）

1990年
- 偶像天使陽子（朱莉婭、有村理沙）
- 超級劍豪傳（鬼姬）
- 櫻桃小丸子（1990年—2022年，帕薩迪、野村洋子、雙胞胎姊妹、花輪和彥的母親〈初代〉、佐佐木洋子）2系列
- 神通小精靈（閃光女神）
- 守護神哈特（日语：まじかるハット）
- 魔法使莎莉 (1989年版)（1990年—1991年，瑪麗亞、西蒙〈第2代〉）
- 三眼神童（萌黃）
- 桃太郎傳說 PEACHBOY LEGEND（幸）
- 至尊勇者（弗洛涅公主）
- 魯邦三世：海明威手稿之謎（日语：ルパン三世 ヘミングウェイ・ペーパーの謎）
- 長腿叔叔（茱莉亞·露特麗琪·班德爾頓[17]）

1991年
- 朱古力小精靈（日语：おばけのホーリー）
- 機甲警察金屬傑克（吉澤繪里子[18]）
- 太陽勇者火鳥（米莉亞、天野百合）
- 快樂的嚕嚕米一家 冒險日記（克萊奧巴尼拉）
- 崔普一家物語（娜絲塔莎·伊凡諾芙娜）
- 校園七大不可思議神秘事件（日语：ハイスクールミステリー学園七不思議）（一條瑞樹的母親、桐生亞由美）
- 閃電霹靂車（葵今日子[19]）
- 魔神英雄傳2（占星婆婆）
- 我與我 兩個綠蒂（妮娜）

1992年
- 踢向明天（日语：あしたへフリーキック）（有高瑞穗[20]、智子的朋友）
- 宇宙騎士騎格武士利刃（索菲亞）
- 風中少女 金髮珍妮（莎莉·透納）
- 蠟筆小新（1992年—1995年，母親、由美子、OL、女主人、本田齊〈初代〉）
- 元氣爆發伏魔金剛（1992年—1993年，直美）
- 奧斯宇宙歷險記（日语：スペースオズの冒険）（舍雷爾公主）
- 夢幻冒險 長靴貓的冒險（辛德瑞拉）
- 幽☆遊☆白書（1992年—1995年，雪村螢子[21]）
- 橫山光輝 三國志

1993年
- 海潮之聲（清水明子）
- 熱血最強戈修羅（1993年—1994年，朝岡忍[22]、長田秀三[22]、彌生由里[22]）
- 美少女戰士系列（1993年—1995年，、女演員、桐子）3系列
- 緞帶魔法姬（五利重美）
- 無責任艦長泰勒（由里子·絲達少校）
- 勇者特急隊（1993年—1994年，松原泉[23]、吉永徹也[23]）

1994年
- 機動武鬥傳G鋼彈（1994年—1995年，蕾茵·深村（日语：レイン・ミカムラ）[24]）
- 白雪公主的傳說（日语：白雪姫の伝説）（白雪公主[25]）
- 頑童歷險記（日语：ハックルベリー・フィン物語）（席德、朱莉·沃森、菲爾普斯女婦人）
- 魔法騎士雷阿斯（愛爾希歐蕾[26]）
- 勇者警察傑德卡（魯爾）

1995年
- 愛天使傳說（美美、玲子）
- 動畫世界的童話（日语：世界名作童話シリーズ ワ〜ォ!メルヘン王国）（白雪公主）
- 近所物語（由香里）
- 黃金勇者合體（梅德）
- 鬼神童子ZENKI（羯磨、露露叭叭）
- 恐龍冒險記（日语：恐竜冒険記ジュラトリッパー）（老虎[27]）
- 十二生肖爆烈戰士（白雪公主）
- 神秘的世界（伊芙麗特）
- 天地無用！（1995年—1997年，真備清音）2系列
- 守護天使莉莉佳（森谷圓、海倫娜）
- 霸王大系龍騎士（亞得里亞）
- 咕嚕咕嚕魔法陣 (1994年版)（朱朱·庫·修娜姆爾[28]）
- 宇宙小毛球（艾莉卡公主）

1996年
- 鬼太郎 (第4作)（花子）
- 酷妹當家（吉永沙織、小天使PO）
- 機動新世紀鋼彈X（奧妮米姆·蘇）
- 城市獵人：秘密任務（新庄安奈[29]）
- 機械女神J（1996年—1998年，米迦勒、羅蕾萊小姐）2系列
- 聖天空戰記（艾莉絲·阿斯頓、納莉亞[30]）
- 魔法少女砂沙美（雨百合清音）
- 名探偵柯南（1996年—2020年，沖野洋子〈初代〉、倉橋惠子、門奈道子、楓優子 等）

1997年
- 妖精狩獵者II（普拉納）
- 玩偶遊戲 紐約篇（水郡忠子）
- 中華一番！（蘭飛鴻的母親）
- 深海人魚傳說（日语：深海伝説MEREMANOID）（梅根）
- 手塚治虫的舊約聖書物語（日语：手塚治虫の旧約聖書物語）（瑪麗亞[31]）
- BURN-UP EXCESS（南貝魯）
- 貓狐警探（日语：はいぱーぽりす）（波·多·洛克佛爾警部補）
- 吸血姬美夕（陽子）
- 烈火之炎（形代零蘭）

1998年
- 異次元的世界（伊芙麗特）
- 抓狂一族（大澤木順子）
- 丸少爺（乙女老師〈初代〉）
- SHADOW SKILL -影技-（利伯特·勒·比茹）
- 性感指令外傳 好厲害啊!! 勝先生（日语：セクシーコマンドー外伝 すごいよ!!マサルさん）（真理子老師）
- 聖路美娜女學院（日语：聖ルミナス女学院）（松島菜櫻子）
- DT戰士（日语：DTエイトロン）（修的母親）
- 槍神Trigun（伊莉莎白）
- 萬能文化貓娘（石山桃子）
- 遊☆戲☆王（櫻井美雪）

1999年
- 看家鼠惠比知由（馬君的女友 等）
- 大嘴鳥（媽媽）
- 網路安琪兒（春日櫻）
- 神奇寶貝

2000年
- 女神候補生（蒂拉·札因·愛爾梅斯）

2003年
- R.O.D -THE TV-（三島晴美）
- 高橋留美子劇場 人魚之森（苗）
- 偵探學園Q（白州真弓）
- 神奇寶貝超世代（洋子）

2004年
- 犬夜叉（月黃泉）
- 詩∽片（美月）
- tactics（仁的母親、千景）
- 美崎紀事 ～死體兵～（日语：ダイバージェンス・イヴ）（紅葉明理）
- 月詠 -MOON PHASE-（清音〈葉月的母親〉）
- 天上天下（凪真紀子、母親）
- 遙遠時空 ～八葉抄～（藤原鷹通的母親）
- 忘卻的旋律（濱崎敬子）
- 棉花糖樂園（2004年—2005年，珊蒂的媽媽[32]、巴西爾瑪的媽媽、柑橘）
- Legendz 龍王甦醒傳說（BB、修的母親）

2005年
- 我的太太是魔法少女（谷嶋由貴、瓦倫汀·瓦倫蒂諾）
- 陰陽大戰記（甘露的美雪）
- 槍與劍（海耶塔）
- 聖魔之血（密爾卡·法透納）

2006年
- 童話槍手小紅帽（凱恩的母親）
- Code Geass 反叛的魯路修（紅月卡蓮的母親）
- 地獄少女（閻魔愛的母親）
- 校園迷糊大王 二學期（澤近愛理的母親）
- 小心啊公主（椿姬子的母親〈椿惠比根〉[33]）
- 認真地不認真的怪傑佐羅利（由美&惠美的母親）
- 蟲師（小夜）

2007年
- 古代王者 恐龍王 DKidz Adventure（詩乃）
- 萌少女的戀愛時光（九重秋）
- 無敵偵探貴公子（和泉稻穗）
- 蒼天之拳（張太炎的母親）
- D.Gray-man（克蕾兒·赫賽）

2008年
- Yes！光之美少女5 GoGo！（森田佳美）
- 強襲魔女（2008年—2010年，宮藤芳佳的母親〈宮藤清佳〉）2系列
- 隱王（一季）
- 洋葱和尚朝太郎（日语：ねぎぼうずのあさたろう）（阿鶴）
- Mission-E（倉持茜）

2009年
- 再造人卡辛 Sins（日语：キャシャーン Sins）（霍蒂）
- 你好 安妮 ～Before Green Gables （夏綠蒂·艾凡斯·漢蒙）
- 真·戀姬†無雙（劉備的母親）
- 秀逗魔導士EVOLUTION-R（塔福拉西亞國民E）
- 鋼之鍊金術師 FULLMETAL ALCHEMIST（薩拉·羅克貝爾）
- FRESH光之美少女！（千香）

2010年
- 無法掙脫的背叛（式部為吹）
- Heartcatch 光之美少女！（橘真由美）
- 夢色蛋糕師（米歇爾）

2011年
- 結界女王（2011年—2013年，諾艾爾·亞隆古拉爵）2系列

2012年
- 黑魔女學園（藤原遊馬）
- 中二病也想談戀愛！（2012年—2014年，富樫勇太的母親[34][35]）2系列

2013年
- 來自新世界（鳥飼宏美）

2014年
- 武士弗拉明戈（後藤英德的母親）
- 獻給某飛行員的戀歌（瑪利亞·拉·伊爾）

2015年
- 元氣少女緣結神◎（桃園奈奈生的母親）
- Go！Princess 光之美少女（希望王國王妃）

2016年
- 在下坂本，有何貴幹？（美人局）
- 新我們這一家（安藤里奈的母親）
- 名偵探柯南 Episode"ONE" 變小的名偵探（仁美）

2017年
- 救難小英雄24（婦人4）
- KiraKira☆光之美少女 A La Mode（琴爪志乃）
- 青春歌舞伎（蛯原仁的母親）
- 重啟咲良田（春埼美空的母親）
- 此花綺譚（禮的母親）

2018年
- 京都寺町三條商店街的福爾摩斯（梶原綾子）

2019年
- 強襲魔女 501部隊出動！（宮藤清佳）
- 放學後桌遊俱樂部（武笠巴）

2020年
- 富豪刑事 Balance:UNLIMITED（本山、母親）

2021年
- 世界魔女出動！（宮藤清佳）
- 歌劇少女!!（野原美玲）

2025年
- 遲早是最強的鍊金術師？（伊莉莎白）
- 我獨自升級 Season 2 -起於闇影-（水篠聰子）

### 電影動畫
1986年
- 劇場版 A子計畫（學生）

1990年
- 麵包超人：細菌人大反攻（日语：それいけ!アンパンマン ばいきんまんの逆襲）（嬰兒超人[36]）
- 櫻桃小丸子：友情歲月（日语：ちびまる子ちゃん (映画)）（野村洋子）

1991年
- 在後面的那個人是誰（日语：うしろの正面だあれ）
- 機動戰士鋼彈F91（潔西卡·恩格洛）
- 麵包超人：紅精靈的心跳月曆（日语：それいけ!アンパンマン とべ! とべ! ちびごん#それいけ!アンパンマン ドキンちゃんのドキドキカレンダー）（嬰兒超人[37]）
- 飛吧！鯨魚的高峰（日语：とべ!くじらのピーク）

1992年
- 麵包超人：麵包超人與愉快的夥伴們（日语：それいけ!アンパンマン つみき城のひみつ#それいけ!アンパンマン アンパンマンとゆかいな仲間たち）（嬰兒超人[38]）

1993年
- 潮與虎：狂風（中村麻子）
- 河童三平（千穗）

1994年
- 麵包超人：大家集合！麵包超人世界（日语：それいけ!アンパンマン リリカル☆マジカルまほうの学校#それいけ!アンパンマン みんな集まれ! アンパンマンワールド）（嬰兒超人[39]）
- 幽☆遊☆白書：冥界死鬥篇 炎之絆（日语：幽☆遊☆白書 冥界死闘篇 炎の絆）（雪村螢子）

1996年
- 大眼蛙的嚇人的妖怪
- 劇場版 天地無用！in LOVE（清音真備）
- 哆啦A夢：大雄與銀河超特快列車（夢想家島指南）
- 劇場版 咕嚕咕嚕魔法陣（朱朱·庫·修娜姆爾[40]）

1997年
- 劇場版 天地無用！盛夏的聖誕夜（清音真備）
- 魔法學園露娜！青龍的秘密 -Supoko魔法作戰-（日语：LUNAR#アニメ映画）（巴魯阿）

1999年
- 劇場版 天地無用！in LOVE 2 遙遠的思念（清音真備）

2012年
- 強襲魔女 劇場版（宮藤清佳）

2013年
- 中二病也想談戀愛！系列（2013年—2018年，富樫勇太的母親[41]）2作品

### OVA
1986年
- 暴力傑克 後宮爆擊（日语：バイオレンスジャック#バイオレンスジャック ハーレムボンバー）（通信員）

1988年
- A子計畫3 灰姑娘狂想曲

1990年
- NINETEEN 19（日语：NINETEEN 19）（美子）
- 冒險！伊庫薩3（靜可愛）
- 魔動王Granzort 最後的魔法大戰（機場廣播、遙大地的母親）
- Lightning Trap 莉娜&萊卡（日语：レイナ剣狼伝説）（小島奈美）

1991年
- 一本包丁滿太郎 大阪素麵戰爭（日语：一本包丁満太郎）（女孩子）
- INFERIUS惑星戰史外傳 CONDITION GREEN（日语：インフェリウス惑星戦史外伝 CONDITION GREEN）（1991年—1993年，安吉·佩吉）
- 人妖白書（日语：おカマ白書）（凱莎琳）
- 奇兵大冒險 風之塔（神宮）
- 御宅族錄影帶（佐藤由梨）
- 摩羯座（日语：カプリコン）（農）
- GALL FORCE 新世紀篇（日语：ガルフォース）（加奈特）
- 銀河英雄傳說（夏洛特·菲莉絲·凱傑奴、凱傑奴家次女）

1992年
- 亞馬尻一家（白嶺雪子）
- 潮與虎（中村麻子）
- 永遠的法蓮娜（日语：永遠のフィレーナ）（艾爾特納）
- 數列（日语：シークエンス (アニメ)）（惠）
- 電影少女 -VIDEO GIRL AI-（早川萌美）
- 閃電霹靂車 Graffiti（葵今日子）
- 閃電霹靂車11（葵今日子[42]）
- 奧羅蘭的貓咪（日语：ねこひきのオルオラネ）（女性）
- 擂台戀曲（日语：のぞみウィッチィズ#OVA）（北川）

1993年
- 惡右衛門（葛葉[43]）
- 動畫藝術影視頻合輯「傑克與豌豆」（哈普）
- 艾爾·卡拉爾的遺產（日语：アル・カラルの遺産）（雷斯）
- 再造人卡辛（薩格里亞[44]）
- SINGLES（咲坂乃梨子[45]）
- 砂之薔薇 雪地默示錄（日语：砂の薔薇）（科琳）
- 魔法公主 明琪桃子 跨越夢想之橋（日语：魔法のプリンセス ミンキーモモ）（少女）
- MOLDIVER（日语：モルダイバー）（詹妮弗）

1994年
- 偶像防衛隊（取石彌生）
- 新·甜心戰士（淘金者）
- 他人的關係（長谷美也子）
- 誕生 ～Debut～（日语：誕生 〜Debut〜）（楠忍）
- 沙漠星球女警察（凱特·庫蒂斯）
- 爆炎學園Guardless（日语：爆炎CAMPUSガードレス）（紫）
- B.B.FISH（日语：B.B.フィッシュ）（阿尤爾）
- 閃電霹靂車ZERO（1994年—1995年，葵今日子[46]）
- 無責任艦長泰勒 特別篇（由里子·絲達少校）
- 幽幻怪社（秘書）

1995年
- 戰少女（河合可愛）
- （大日方明美）
- 學校的幽靈
- 銀河大小姐傳說優奈 ～哀傷的賽雷茵～（日语：銀河お嬢様伝説ユナ）（萊卡）
- 神秘的世界（伊芙麗特）
- 聖羅Victory（瑪格麗塔）
- 無責任艦長泰勒（由里子·絲達少校）

1996年
- GALL FORCE THE REVOLUTION（日语：ガルフォース）（韋斯特·福斯指揮官）
- TWIN SIGNAL ～家庭遊戲～（克莉絲·塞恩）
- BURN-UP W（南貝魯）
- 夢幻遊戲（神代魅）
- 閃電霹靂車 EARLYDAYS RENEWAL（葵今日子）
- 閃電霹靂車SAGA（1996年—1997年，葵今日子[47]）

1997年
- 愛麗絲 in Cyberland（日语：ありす in Cyberland）（佐恩）
- VS騎士檸檬汽水&40FRESH（卡卡歐的母親、操作員）
- 妙筆小呆（日语：フォトン (OVA)）（拉什拉·穆恩）
- 機械女神J again（羅蕾萊小姐）
- 魔法騎士雷阿斯（愛爾希歐蕾[48]）

1998年
- 閃電霹靂車SIN（1998年—2000年，葵今日子[49]）
- 萬能文化貓娘DASH！（石山桃子）

1999年
- 萬有引力（鵜飼典子）

2005年
- 快打旋風ALPHA世代（風花、沙耶香）

2018年
- 幽☆遊☆白書 是成是敗（雪村螢子）

### 遊戲
1992年
- EMERALD DRAGON（日语：エメラルドドラゴン）（塔姆林）[注 5]

1993年
- Vay ～流星之鎧～（艾琳〈艾倫蒂亞〉）
- VainDream II（日语：ヴェインドリームII）（帕夏）
- 聖魔傳說3×3EYES（燐鬼）
- 幽☆遊☆白書 闇勝負!! 暗黑武術會（日语：幽☆遊☆白書 闇勝負!!暗黒武術会）（雪村螢子）

1994年
- ADVANCED V.G（日语：ヴァリアブル・ジオ）（結城綾子）
- 機動武鬥傳G鋼彈（日语：機動武闘伝Gガンダム (スーパーファミコン)）（蕾茵·深村（日语：レイン・ミカムラ））
- KO世紀三獸士 ～蓋亞復活 完結篇～（佐特·蘇爾）
- 星環物語2 魔龍戰爭（帕特里夏·海內爾多）
- 星球破壞者（日语：スターブレイカー）（烏拉）
- 誕生 ～Debut～（日语：誕生 〜Debut〜）（楠忍）
- 電腦天使（日语：電脳天使）（福爾西尼亞·薩達蘇德·盧克瓦）[注 6]
- 初戀物語（福爾西尼亞·薩達蘇德·盧克瓦）

1995年
- 戰國戰神 藤丸地獄變（日语：戦国サイバー 藤丸地獄変）（韋駄天風子[來源請求]）
- 兵蜂呀呼！在不可思議的國家大受歡迎！（日语：ツインビーヤッホー! ふしぎの国で大あばれ!!）（旋律女王）
- 魔法騎士雷阿斯（愛爾希歐蕾）[注 7]
- Mach Breakers（日语：マッハブレイカーズ）（場內廣播）
- 美少女戰鬥隊（坐立不安凶子）
- 真怨靈戰記（櫻木香）

1996年
- 愛麗絲 in Cyberland（日语：ありす in Cyberland）（佐恩）
- 銀河大小姐傳說優奈FX 哀傷的賽雷茵（日语：銀河お嬢様伝説ユナ）（萊卡）
- 金田一少年之事件簿 悲報島 新的慘劇（葉月真由良）
- 問答七彩夢 虹色町的奇跡（日语：クイズなないろDREAMS 虹色町の奇跡）（東鳩真由美）
- 新超級機器人大戰（日语：新スーパーロボット大戦）（蕾茵·深村）
- 快打旋風EX（日语：ストリートファイターEX）（北斗（日语：ほくと (ストリートファイター)）[50]）
- 對戰交換方塊（日语：対戦とっかえだま）（白河理香）
- 天地無用！魎御理溫泉煙火之旅（清音）
- 七種秘館（鈴子）
- 春風戰隊V Force（日语：はるかぜ戦隊Vフォース）（葵華月）
- 美少女纏組（日语：ファイアーウーマン纏組）（瀨田裕美）
- 閃電英雄 大悟的大冒險（日语：ライトニングレジェンド 大悟の大冒険）（愛宕美砂、愛宕理砂）

1997年
- 阿爾納姆之翼 在燒塵之空的彼方（日语：アルナムの翼 焼塵の空の彼方へ）（馬庫達）
- 問答七彩夢 虹色町的奇跡（日语：クイズなないろDREAMS 虹色町の奇跡）（小鳩真由美）
- 超級機器人大戰F（蕾茵·深村）
- 快打旋風EX plus（北斗、解除血之封印的北斗）
- 快打旋風EX plus α（北斗、解除血之封印的北斗）
- 快打旋風III -新世代-（伊吹（日语：いぶき (ストリートファイター)）[51]）
- 快打旋風III 2nd IMPACT -巨人猛擊-（伊吹）
- 續·初戀物語 ～修學旅行～（日语：続 初恋物語 〜修学旅行〜）（岩館麻希）
- 命運傳奇（瑪莉·艾捷特、伊蕾奴·連布蘭特）
- 天地無用！連鎖必要（清音）
- 聖天空戰記（美鶴）
- 戀愛千年王國（亞尼絲·丹德里恩）
- BULK SLASH（日语：バルクスラッシュ）（莉森·拉維亞）
- POWER DoLLS 2（麗莎·金）
- 袖珍快打（日语：ポケットファイター）（伊吹、伊麗莎、千歳圭）
- 瑪莉加 ～真實的世界～（日语：マリカ 〜真実の世界〜）（奧爾加）
- 魔法學園露娜！（日语：LUNAR#魔法学園LUNAR!）（巴魯阿）

1998年
- AZITO2（德永美鈴）
- EVE The Lost One（日语：EVE The Lost One）（鈴田夏海）
- ADVANCED V.G.2（日语：ヴァリアブル・ジオ）（結城綾子）
- 戀愛物語 特別篇 ～戀愛與魔法的學園生活～（日语：エーベルージュ）（穆勒·維安登）
- GUYNAROCK-R（梅格·費雷拉）
- 風之丘公園（式町夕）
- 千劍物語（日语：サウザンドアームズ）（傑拉）
- 超級機器人大戰F完結篇（蕾茵·深村）
- 快打旋風EX2（北斗）
- 雙界儀（日语：双界儀）（朱童一二三）
- 戰國美少女 斬斷雲空!!（風魔雪、露）
- 虹色閃爍 ～咕嚕咕嚕大作戰～（克萊德奈）
- BackGuiner ～甦醒的勇士們～（宮下繪里、朱莉）
  - 覺醒篇「蓋納轉生」
  - 飛翔篇「叛變的戰場」
- 神奇傳說 時空道標（蘭迪秋）
- Prism Court（日语：プリズムコート）（二階堂麗奈）
- 公主戰記（日语：プリンセスクエスト）（雪紡）
- 人形公主（日语：マール王国の人形姫）（艾特瓦·羅森皇后）
- 魔法少女砂沙美 心動的感覺（清音）
- 悠久幻想曲 ensemble（日语：悠久幻想曲）（伊芙·加拉格爾）
- 悠久幻想曲 2nd Album（伊芙·加拉格爾）

1999年
- Captain Love（日语：キャプテン・ラヴ）（加賀谷忍）
- 超級英雄作戰（日语：スーパーヒーロー作戦）（蕾茵·深村）
- 快打旋風EX2 PLUS（北斗）
- 快打旋風III 3rd STRIKE -未來之戰-（伊吹[52]、艾菲（日语：ネクロ (ストリートファイター)#関連キャラクター）[53]）
- Sonata（日语：ソナタ (ゲーム)）（BF1-CHIHAYA、千早·馬格努斯、大曾根千早）
- 危機世代（日语：デバイスレイン）（空木理子）
- High School of Blitz（黛安）
- 閃電霹靂車 新挑戰者（葵今日子）
- 悠久幻想曲 ensemble2（伊芙·加拉格爾）
- 人形公主2（日语：マール王国の人形姫#リトルプリンセス マール王国の人形姫2）（艾特瓦·羅森皇后、蘭蘭）

2000年
- SD鋼彈 G世代系列（2000年—2025年，多芙曼（日语：機動戦士ガンダム シルエットフォーミュラ91#ドーフマン）、潔西卡·恩格洛、蕾茵·深村[系列 1]）8作品[系列 2]
- 永恆的阿卡迪亞（貝雷薩）
- 高機動幻想 機甲槍兵（日语：高機動幻想ガンパレード・マーチ）（威奇托·更紗）
- 召喚夜響曲（美莫薩・洛蘭奇）
- 快打旋風EX3（北斗）

2001年
- 櫻花大戰3 ～巴黎在燃燒嗎～（娜迪爾）
- STARTLING ADVENTURES 空想3×大冒險（日语：スタートリングアドベンチャーズ 空想3×大冒険）（格里索姆媽媽）

2002年
- 超級機器人大戰IMPACT（日语：スーパーロボット大戦IMPACT）（蕾茵·深村）
- 世界傳奇 魔幻迷宮2（日语：テイルズ オブ ザ ワールド なりきりダンジョン2）

2004年
- 超級機器人大戰MX（蕾茵·深村）

2005年
- 超級機器人大戰MX 攜帶版（蕾茵·深村）
- 世界傳奇 魔幻迷宮3（日语：テイルズ オブ ザ ワールド なりきりダンジョン3）
- 幽☆遊☆白書FOREVER（日语：幽☆遊☆白書FOREVER）（雪村螢子）

2006年
- 命運傳奇（瑪莉·艾捷特）[注 8]

2007年
- 鋼彈無雙（蕾茵·深村）

2008年
- 無盡探險（薩蘭妲、賽菈菲瑪）
- 超級機器人大戰A 攜帶版（蕾茵·深村、早乙女美雪）

2009年
- 超級機器人大戰NEO（日语：スーパーロボット大戦NEO）（朝岡忍、長田秀三、阿德里亞）
- 決鬥傳奇（日语：テイルズ オブ バーサス）（瑪莉·艾捷特）[注 8]

2010年
- 機動戰士鋼彈 極限VS.（日语：機動戦士ガンダム エクストリームバーサス）（2010年—2016年，蕾茵·深村）3作品[系列 3]

2011年
- 文明開華 葵座異聞錄（日语：文明開華 葵座異聞録）（乙姬）

2013年
- 超級機器人大戰Operation Extend（香貫花·克郎西、朝岡忍、長田秀三）

2018年
- 機動戰士鋼彈 極限VS.2（日语：機動戦士ガンダム エクストリームバーサス2）（2018年—2025年，蕾茵·深村）4作品[系列 4]

2019年
- 幽☆遊☆白書 100％認真戰鬥（雪村螢子）

2020年
- 鏡光傳奇 Fairy's Requiem（日语：テイルズ オブ ザ レイズ）（瑪莉·艾捷特）
- 言靈戰士（日语：共闘ことばRPG コトダマン）（雪村螢子）

2021年
- 火焰之紋章 英雄（瑪妮婭）

2022年
- 機動戰隊（香貫花·克郎西[54]）
- SD鋼彈 激鬥同盟（日语：SDガンダム バトルアライアンス）（蕾茵·深村）
- Code Geass 反叛的魯路修 Lost Stories（日语：コードギアス 反逆のルルーシュ ロストストーリーズ）

2023年
- 機動戰士鋼彈 兵工廠基地（日语：機動戦士ガンダム アーセナルベース）（蕾茵·深村）

2025年
- 龍族拼圖（蕾茵·深村）
- 超級機器人大戰Y（蕾茵·深村）

### 廣播劇CD
- 兵蜂PARADISE系列（旋律女王）

1991年
- 魔界學園I 轉學生篇（冰河惠）
- 魔界學園II 激鬥篇（冰河惠）
- 魔神英雄傳3 CD劇場1 救世主復活篇（日语：魔神英雄伝ワタル (ラジオ)#魔神英雄伝ワタル3）（瑪絲露卡）

1992年
- 機甲警察金屬傑克 PARTY JACK
- 新夢幻獵人麗夢 總統的梅賽德斯（日语：ドリームハンター麗夢）（夢見小僧）
- 電影少女 2nd 形象原聲音樂 -Memories-（早川萌美）
- 魔界學園III 完結篇（冰河惠）
- 魔神英雄傳3 CD劇場2 浮遊界突入篇（瑪絲露卡）
- 魔神英雄傳3 CD劇場3 摩天樓激鬥篇（瑪絲露卡）
- 魔神英雄傳3 CD劇場4 戰場大波亂篇（瑪絲露卡）
- 魔神英雄傳3 CD劇場5 牙王城炎上篇（瑪絲露卡）
- 魔神英雄傳3 CD劇場6 浮遊界沉沒篇（瑪絲露卡）

1993年
- 熱血最強戈修羅 SAURERS NOTE 3（朝岡忍、長田秀三）
- 無責任艦長泰勒 MUSIC FILE 2 一蓮托生（由里子·絲達少校）
- 無責任艦長泰勒 MUSIC FILE 4 我田引水（由里子·絲達少校）
- 無責任艦長泰勒 無責任CD單曲2（廣播劇「A COOL DAY'S NIGHT前篇」）（由里子·絲達少校）

1994年
- 機動武鬥傳G鋼彈GUNDAM FIGHT-ROUND1&2（蕾茵·深村（日语：レイン・ミカムラ））
- 機動武鬥傳G鋼彈 GUNDAM FIGHT-ROUND3（蕾茵·深村）
- TWIN SIGNAL（克莉絲·塞恩）
- 聖火降魔錄 啟程之章（日语：ファイアーエムブレム 旅立ちの章）（席達（日语：シーダ）[55]）
- 閃電霹靂車 ROUND4 與你共度網路方程式之夜（葵今日子）
- 閃電霹靂車 ROUND5 魔法心動少女奇蹟明日香美眉（葵今日子）
- 閃電霹靂車 PICTURELAND3 初戀，從未愛過（葵今日子）
- 閃電霹靂車 PICTURELAND4 某一天（葵今日子）
- 閃電霹靂車 PICTURELAND5 蒸汽之城的對決！（葵今日子）
- 無責任艦長泰勒 MUSIC FILE 5 天真爛漫（由里子·絲達少校）
- 無責任艦長泰勒 MUSIC FILE 6 運否天賦（由里子·絲達少校）
- 無責任艦長泰勒 無責任CD單曲3（廣播劇「A COOL DAY'S NIGHT後篇」）（由里子·絲達少校）

1995年
- CD廣播劇 英雄傳說III ～白髮魔女～ （麗絲）
- 聖獸傳承黑暗天使（日语：聖獣伝承ダークエンジェル）（清）
- 傀儡師左近 CD書 閣樓噩夢（橘薰子）
- 霸王大系龍騎士 CD劇場1「凱奧里斯之旅」第1章（米斯利）
- FALCOM SPECIAL BOX（日语：ファルコムスペシャルBOX） '96 [DISC2] CD廣播劇 布蘭迪什外傳（伊蓮）
- 閃電霹靂車 PICTURELAND6 零的幻影（葵今日子）
- 無責任艦長泰勒 SOUND NOTE 1 YAH！YAH！YAH！（由里子·絲達少校）

1996年
- CD劇場 勇者鬥惡龍VI（日语：CDシアター ドラゴンクエスト）（沙莉）
- 快打旋風EX2（日语：ストリートファイターEX）（北斗（日语：ほくと (ストリートファイター)））
- 傀儡師左近 CD書 無常的原心中鴉地獄（橘薰子）
- 驚悚CD精選輯 寄生前夜（長島聖美）
- 無責任艦長泰勒 SOUND NOTE 2 DELIGHTFUL（廣播劇）（由里子·絲達少校）

1997年
- 太陽勇者火鳥 給百合的愛之花束…（天野百合）
- 閃電霹靂車SAGA ROUND1 專注於明天（葵今日子）
- 閃電霹靂車SAGA ROUND2 吉祥物女孩恐慌（七瀨五月、葵今日子）
- 閃電霹靂車SAGA ROUND3 刻耳柏洛斯的陷阱（七瀨五月、葵今日子）
- 閃電霹靂車SAGA ROUND5 櫻花（葵今日子、七瀨五月）
- 莉莉夫人之事件簿
- 守護月天！ 我想說出我愛你（慶幸日天汝昴）

1998年
- 快打旋風EX2（北斗）
- 守護月天！魔燈精靈的願望（慶幸日天汝昴）

1999年
- 問答七彩夢 虹色町的奇跡（日语：クイズなないろDREAMS 虹色町の奇跡） 廣播劇專輯（小鳩真由美）
- 閃電霹靂車SAGAII ROUND1 真相的瞬間（葵今日子）
- 封神演義（龍吉公主）

2001年
- 閃電霹靂車SAGAII ROUND4 LADY!!（葵今日子、七瀨五月）
- 閃電霹靂車SAGAII ROUND5 捷豹徽章（葵今日子）

2004年
- 瀨戶的花嫁（滿潮永澄的母親）
- 廣播劇CD 出雲傳奇（日语：八雲立つ） 音盤物語 （小夜子）

2005年
- 埃托瓦爾小姐的冒險 ～瑪魯王國的人形公主·外傳～（日语：マール王国の人形姫）（埃托瓦爾·羅森奎因）

2008年
- 去吧！T高籃球社（日语：走れ!T校バスケット部） 廣播劇CD（小山老師）
- 隱王 廣播劇CD 『暑假別墅盗難事件篇』（一季）

2009年
- 斬鬼一族箱入娘（日语：鬼切様の箱入娘）（母親）
- ～鏡花妖異秘帖～（日语：鏡花あやかし秘帖） 夜叉的戀路（神谷的姊姊）
- 歡迎來到麒麟幼兒園（水端千歌子）
- 樂園之歌 廣播劇CD 第1卷（真壁渚〈社長〉）

2018年
- 不良正太與宅宅姊（日语：ヤンキーショタとオタクおねえさん）（加津子的母親[56]）

### 外語配音

#### 電影
- 城市滑頭 ※VHS版。
- 貝爾曼與真相（英语：Bellman and True）
- 關人矮事（尼基〈芮妮·普羅普斯（英语：Renee Props）〉）
- 致命武器2（瑞安·墨斐〈崔西·沃爾夫（英语：Traci Wolfe）〉）※朝日電視台版。
- 我愛小麻煩（英语：Monkey Trouble）
- 新殭屍先生（米念英〈譚凱欣〉）
- 洛基5（茱爾）
- 夜魔水晶（英语：The Dark Crystal）（奇拉〈麗莎·馬克斯韋爾（英语：Lisa Maxwell (actress)）〉）※NHK-BS（日语：NHK-BS）版。
- 情人（海倫·拉戈內爾〈麗莎·福克納（英语：Lisa Faulkner）〉）※影碟版。
- 辣手無情（英语：The Maker (film)）（艾米莉·派克〈瑪麗-露易斯·帕克〉）
- 黑色手銬（英语：Tightrope (film)）（佩妮·布洛克〈珍妮·貝克（英语：Jenny Beck）〉）※富士電視台版。

#### 電視影集
- 醉拳（尹紅梅〈袁詠儀〉）
- V星入侵（人類與外來者的混血兒）

#### 動畫
- 救難小福星（塔米）※新日語配音版。
- 唐老鴨俱樂部（薇比·范德夸克）
- 迷你樂一通（嘉由士、比利）

### 廣播節目
- （文化放送）
- 日昇動畫世界（HBC電台：日昇電台（日语：サンライズラヂオ）內單元節目）
- 天野由梨的宇宙色Prism（RF日本電台）
- 天野由梨的遲來恐怖奇幻（文化放送）
- Humming Bird情報局（文化放送：範子與伸太的動畫爭霸（日语：ノン子とのび太のアニメスクランブル）內單元節目）
- 青春冒險（日语：青春アドベンチャー）
- 魔神英雄傳3（日语：魔神英雄伝ワタル (ラジオ)#魔神英雄伝ワタル3）（瑪祖卡）

### 舞台
- （駒場阿哥拉劇場（日语：こまばアゴラ劇場））

### 廣告
- Elleair Friend
- 機動武鬥傳G鋼彈 LD、錄影帶廣告（蕾茵·深村）
- TOYATA「GAIA（日语：トヨタ・ガイア）」
- 郵貯資訊型廣告

### 其它
- 星象館電影「忍者亂太郎 ～天狗的秘密與消失的階梯～」（月乃）
- 機動武鬥傳G鋼彈 序幕III 飛躍篇（專訪演出）
- 熱血最強戈修羅 特攝片!! 修羅小將 錄音風景（專訪演出）

## 音樂作品
- 單曲
  - 繁星的詩篇（1994年10月5日）
- 專輯
  - FAIRY（1994年2月1日）
  - 無責任艦長泰勒 MUSIC FILE 7 音吐朗朗（1994年9月21日）
  - Water-Lily ～水蓮～（1994年12月1日）
  - 無責任艦長泰勒 MUSIC FILE 8 百花繚亂（1994年12月21日）

## 腳註

## 外部連結
- 天野由梨｜ARTSVISION （日語）